# Ruta Estatal de Alabama 52
La Ruta Estatal de Alabama 52, y abreviada SR 52 (en inglés: Alabama State Route 52) es una carretera estatal estadounidense ubicada en el estado de Alabama, cruza los condados de Covington, Coffee, Geneva y Houston. La carretera inicia en el Oeste desde la US 84     en Opp, sigue en sentido Este hasta finalizar en la GA 62  al este de Columbia, AL. La carretera tiene una longitud de 133,26 km (82.80 mi).

## Mantenimiento
Al igual que las autopistas interestatales, y las rutas federales y el resto de carreteras estatales, la Ruta Estatal de Alabama 52 es administrada y mantenida por el Departamento de Transporte de Alabama por sus siglas en inglés ALDOT.

## Cruces
La Ruta Estatal de Alabama 52 es atravesada principalmente por los siguientes cruces:
- US 84     en Dothan
- US 231/US 431 en Dothan